# José Junqueira de Oliveira
José Junqueira de Oliveira ou simplesmente Junqueira (Vargem Grande do Sul, 26 de fevereiro de 1910 — São Paulo, 25 de abril de 1985) foi um futebolista brasileiro.
Junqueira é considerado um dos maiores ídolos e um dos melhores zagueiros da história do Palmeiras. Foi o primeiro jogador a ser homenageado com um busto nas cercanias do Estádio Palestra Itália, na sede social do clube. Depois dele apenas Ademir da Guia, Waldemar Fiúme, Oberdan Cattani, Marcos e Dudu receberam tal homenagem.

## História
Junqueira vestiu a camisa do Palmeiras de 1931 a 1945 conquistando diversos títulos. O Palestra Itália/Palmeiras foi único clube que defendeu em toda a carreira. Começou no Palestra e terminou no Palmeiras. Também foi capitão por diversas vezes da Seleção Paulista, além de ter feito algumas participações com a camisa da Seleção Brasileira na década de 1940.
A admiração pelo craque é tanta que Junqueira foi o primeiro ex-jogador a ser homenageado com uma das maiores honrarias do clube, um busto em bronze. Anos depois, Waldemar Fiúme, Ademir da Guia, Oberdan Cattani, Marcos e Dudu também receberam esta honraria, sendo os três únicos agraciados até hoje com tal condecoração nos quase cem anos de história do clube. 
Junqueira chegou ao Palestra aos 19 anos, em 1929, passando a integrar o segundo quadro da equipe e tornando-se campeão logo na sua primeira temporada. No ano seguinte, conquistou o bicampeonato e , em 1930, estreou no time principal no dia 23 de agosto, em um amistoso contra o Comercial Futebol Clube (Ribeirão Preto).
Em 1932 o futebol estava em profunda transformação, com o fim do amadorismo, implantação do profissionalismo, extinção e surgimento de novos clubes e êxodo de craques para a Europa. Ao mesmo tempo, o Estado de São Paulo entrava em luta armada contra o governo federal na Revolução Constitucionalista. No Palestra, uma grande renovação ocorria na direção e no elenco. Bianco e Heitor haviam abandonado os gramados. É neste cenário que Junqueira assumiu o posto de capitão e liderou a nova geração na conquista do tri-campeonato paulista, 1932/33/34 com goleadas históricas como os 8 a 0 sobre o Corinthians. De quebra participou da inauguração do novo Estádio Palestra Itália, e seu ótimo desempenho o levou ao posto de capitão da Seleção Paulista, que também chegou ao tricampeonato nacional. 
Em 1940, já aos 30 anos e tendo conquistado mais dois estaduais (o de 1936 e o de 1938 (extra), Junqueira foi convocado pela primeira vez para a Seleção Brasileira de Futebol, na disputa da Copa Roca. O zagueiro estreou na decisão contra a Argentina, em partida disputada no Palestra Italia e que terminou empatada em 1–1 no tempo normal, e 1–1 novamente na prorrogação. Como não havia a regra da disputa de penais, os dirigentes marcaram novo jogo na semana seguinte. Lagreca, o técnico brasileiro, infelizmente cedeu à pressão da imprensa carioca e sacou Junqueira, colocando Florindo do Vasco no seu lugar. Resultado: 3–0 para a Argentina. Em abril deste ano, participou da inauguração do Pacaembu e da conquista da Taça Cidade de São Paulo, em vitória sobre o Corinthians, e no mesmo ano ajudou o Palestra a conquistar o campeonato paulista com goleada de 4–1 sobre o São Paulo no jogo decisivo. 
Dois anos depois, em 1942, viveu todo o drama da transformação do Palestra Itália em Palestra de São Paulo, e depois Palmeiras. Em 28 de junho Junqueira protagoniza um lance que será imortalizado. O derby contra o Corinthians segue empatado em 1–1, e no último minto, o Palestra segue pressionando mas perde a bola. Em rápido contra-ataque o ponta corintiano é lançado, e com um toque de categoria encobre o goleiro palestrino, iniciando sua corrida para a torcida, é a consagração, mas eis que surge Junqueira e com estrema coragem aplica uma bicicleta, única forma de alcançar a bola, e de forma perfeita evita o gol corintiano. 
Em 20 de setembro, liderou junto com Oberdan a entrada da equipe com a bandeira brasileira no Pacaembu para a disputa da decisão do Paulista contra o São Paulo, a Arrancada Heroica. 

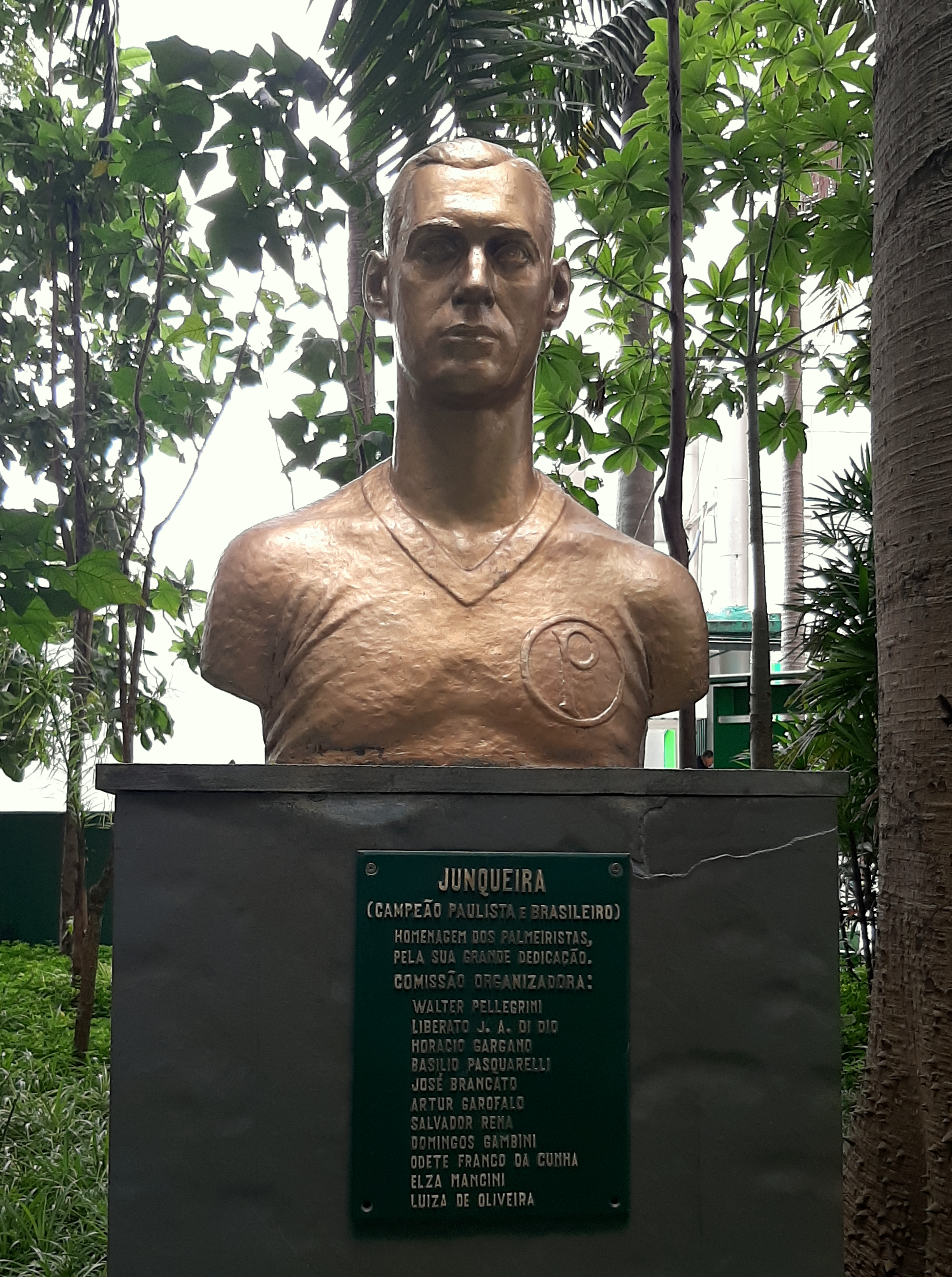
Busto de Junqueira na sede do Palmeiras

"Alguns diretores do São Paulo fizeram muita pressão contra nós, chegando a jogar foguetes contra o clube. Decidimos nos vingar naquela partida." O resultado é conhecido, 3–1 para o Palmeiras que só não fez o quarto porque o São Paulo abandonou o campo na hora da cobrança de um penal para o Palmeiras. A festa foi completa com a conquista de mais um Campeonato Paulista. 
Após a conquista de mais alguns títulos, Junqueira se despediu dos gramados no dia 30 de dezembro de 1945, com um empate por 3–3 com o Corinthians, mas continuou vivendo o Palestra, agora Palmeiras. Em mais um momento de transição, aceitou o convite para dirigir a equipe, agora como treinador, e liderando os antigos companheiros levou o clube a novas conquistas. 
Junqueira viveu intensamente a história do Palestra Itália e do Palmeiras. Começou no amadorismo e viveu com sucesso a transição e a implantação do profissionalismo. Esteve presente no tricampeonato do clube, na maior goleada da história sobre o Corinthians, superou uma revolução [32] e viveu o drama da segunda guerra mundial, tendo o Palestra e Palmeiras no centro das polêmicas locais, sempre como capitão, foi campeão estadual por oito vezes, além de vários outros títulos, como atleta e como treinador. Pela dedicação e pelo caráter, pouco após parar, ainda no final dos anos 40 uma comissão foi formada especialmente para formatar uma homenagem eterna ao ídolo, que teve como resultado final a produção de um busto em bronze, o primeiro a ser instalado nos jardins do Palestra Italia [anos depois Waldemar Fiume e Ademir da Guia também ganharam bustos de bronze], orgulho que pode ostentar até 1985, quando aos 75 anos faleceu de causas naturais, deixando muita saudade e um exemplo eterno para todos os palestrinos. 
Junqueira atuou em 335 jogos pelo Verdão e conquistou 209 vitórias. Junqueira é o quarto zagueiro com mais jogos com a camisa do Palmeiras.

## Títulos
Palmeiras
- Campeonato Paulista: 1932, 1933, 1934, 1936, 1938 (edição extra), 1940, 1942 e 1944
- Torneio Rio-São Paulo: 1933
- Taça dos Campeões Rio-São Paulo: 1934 e 1942
- Taça Estadual de Campeões: 1932
- Taça Cidade de São Paulo: 1945
- Campeonato Paulista de Segundos Quadros: 1929, 1930 e 1931
- Torneio Início: 1930, 1935, 1939 e 1942

## Clubes
- Palmeiras (1929/1945)

## Ver Também
- Sociedade Esportiva Palmeiras
- Lista de futebolistas da Sociedade Esportiva Palmeiras